# Sheila (nome)
Sheila  è un nome proprio di persona inglese e irlandese femminile.

## Varianti
- Inglesi: Shayla[1], Shelia[1], Shyla[1], Sheelagh[1], Shelagh[1]

## Origine e diffusione
Si tratta di un adattamento fonetico inglese di Síle, che è la forma irlandese del nome Cecilia o del suo ipocoristico Celia. La variante Shayla si è originata per influsso del nome Kayla.
Dal 1828 Sheila è diventato uno stereotipo di nome irlandese femminile. Si riscontra un suo uso, seppure scarsissimo, anche in Italia.

## Onomastico
Trattandosi, in buona sostanza, di una variante di Cecilia, l'onomastico si può festeggiare il suo stesso giorno, ossia generalmente il 22 novembre in memoria di santa Cecilia, martire a Roma e santa patrona dei musicisti.

## Persone
- Sheila, cantante francese
- Sheila Allen, attrice statunitense

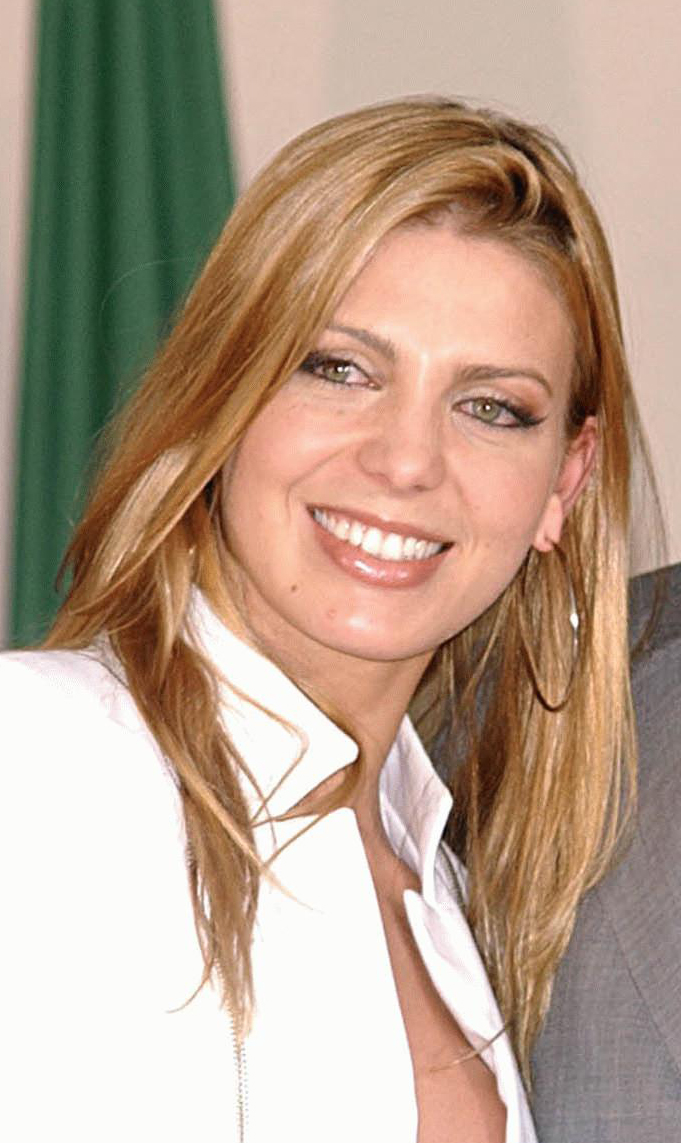
Sheila Mello

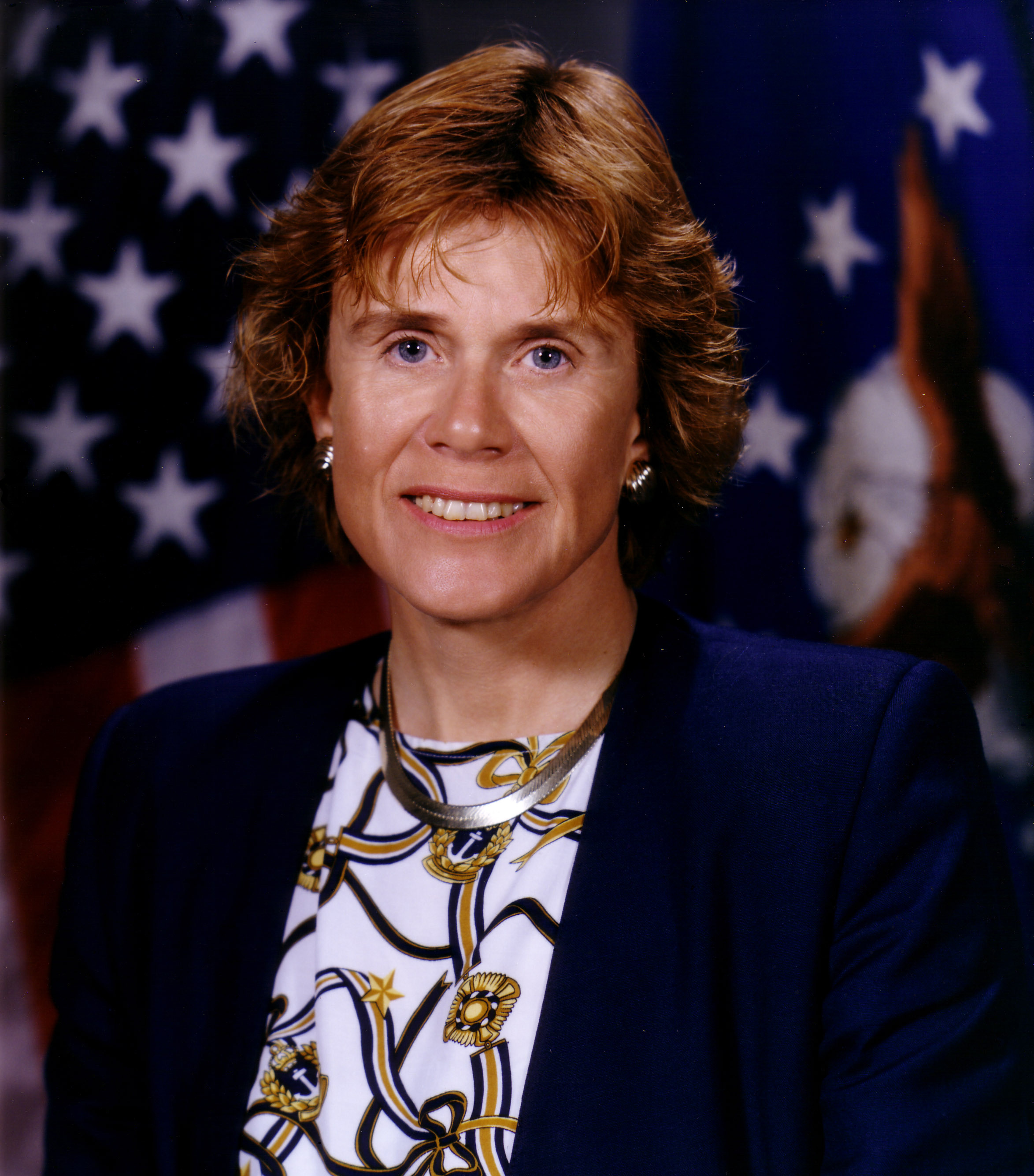
Sheila Widnall

- Sheila Armstrong, schermitrice statunitense
- Sheila Bair, politica, avvocato e accademica statunitense
- Sheila E., musicista statunitense
- Sheila Frahm, politica statunitense
- Sheila Hancock, attrice britannica
- Sheila Jackson Lee, politica e avvocato statunitense
- Sheila Kelley, attrice statunitense
- Sheila Lambert, cestista statunitense
- Sheila Larken, attrice statunitense
- Sheila Lerwill, atleta britannica
- Sheila Mello, ballerina, attrice e personaggio televisivo brasiliana
- Sheila O'Connor, attrice francese
- Sheila Stone, pornoattrice italiana
- Sheila Strike, cestista canadese
- Sheila Taormina, nuotatrice, triatleta e pentatleta statunitense
- Sheila Townsend, cestista canadese
- Sheila Vand, attrice statunitense
- Sheila Widnall, ingegnere, insegnante e dirigente pubblica statunitense

### Altre varianti
- Shayla LaVeaux, pornoattrice statunitense
- Shyla Stylez, pornoattrice canadese

## Il nome nelle arti
- Sheila Carter è un personaggio della soap opera Beautiful.
- Shayla Nico è un personaggio della serie Mr. Robot.
- Sheila Tashikel è un personaggio dell'anime Occhi di gatto.